# Campionati italiani assoluti di scherma del 1960
I Campionati italiani assoluti di scherma del 1960 sono stati organizzati dalla Federazione Italiana Scherma.
Nel fioretto, si sono aggiudicati i titoli dei campionati italiani Mario Curletto e Antonella Ragno, entrambi al loro primo titolo.
Il titolo della spada è andato a Giuseppe Delfino, che ha bissato il titolo del anno precedente.
Nella sciabola Pierluigi Chicca ha vinto il suo secondo titolo dopo quello del 1958.
Non si sono disputati, invece, i campionati italiani a squadre.

## Podi

### Uomini
| Specialità  | Oro              | Argento | Bronzo |
| Individuali |                  |         |        |
| Fioretto    | Mario Curletto   | -       | -      |
| Spada       | Giuseppe Delfino | -       | -      |
| Sciabola    | Pierluigi Chicca | -       | -      |

### Donne
| Specialità  | Oro             | Argento | Bronzo |
| Individuali |                 |         |        |
| Fioretto    | Antonella Ragno | -       | -      |